# Río Yarkon
Río Yarkon (en hebreo: נחל הירקון, Nahal HaYarkon; también escrito Río Yarqon y en árabe:نهر العوجا, Nahr el-Auŷa), es un río en el centro del país asiático de Israel. El origen del Yarkon ("verdoso" en hebreo) se encuentra en  Tel Afek (Antipatris), al norte de Petah Tikva. Fluye al oeste a través de Gush Dan en el Mar Mediterráneo. El-Auja, la contraparte árabe, significa "serpenteo".
El Yarkon es el río más grande de la costa de Israel, con 27,5 km de longitud. El Yarkon formó la frontera sur del vilayato de Beirut durante el período otomano. El río se volvió cada vez más contaminado después de la década de 1950, muchos culpan de esto a la construcción de la central eléctrica que se encuentra cerca de su boca.